# Мадам д’Эпине
Мадам Луиза д’Эпине (госпожа д’Эпинэ; 11 марта 1726, Валансьен — 17 апреля 1783, Париж) — французская писательница и хозяйка литературного салона эпохи Просвещения, известная своими отношениями с Жан-Жаком Руссо и бароном Мельхиором фон Гриммом и дружбой с Дени Дидро, д’Аламбером, бароном Гольбахом и прочими.

## Биография
Единственная дочь Луи-Габриэля Тардьё барона д’Эклавель (1666—1736) и Флоранс Анжелики Провуа де Прё (1695—1762), сочетавшихся браком 25 апреля 1725 года в Валансьене. Её отец, бригадир инфантерии, погиб в бою, когда ей было 10 лет, и Луиза вышла замуж за своего кузена Дени Жозефа де Ла Лив д’Эпине, который был главным сборщиком налогов. Брак оказался несчастливым, и Луиза сочла, что расточительство, пороки и неверность её супруга дают ей достаточный повод для получения формальной сепарации в 1749 году. Она обосновалась в Шато Шеврет около Монморанси, где её стали навещать различные видные визитёры.
В 1755 году началась её близость с Гриммом, которая стала поворотным пунктом в её жизни. Мадам д’Эпине под его влиянием покинула своё тихое убежище в Ля Шеврет.
Испытывая сильную привязанность к Жан-Жаку Руссо, она предоставила ему в 1756 году около Монморанси коттедж, который она назвала «Эрмитаж» (то есть «Уединенный»), и в этом убежище он на некоторое время обрел тихую и полную сельскими удовольствиями жизнь, которую он так восхвалял. В своей «Исповеди» Руссо утверждал, что чувства в этих отношениях испытывала исключительно мадам д’Эпине, но поскольку этот текст был написан после её визита в Женеву, когда Руссо стал её злейшим врагом, его утверждения по этому вопросу следует оценивать весьма скептически.
Затем Руссо воспылал страстью к невестке мадам д’Эпине, графине Софи д'Удето, которая была любовницей Жана-Франсуа де Сен-Ламбера, энциклопедиста, близкого друга Дидро и Гримма. Друзья сочли поведение Руссо недостойным, сам же он не считал себя виновным.
В 1757—1759 годах она совершила продолжительный визит в Женеву, где жила у Вольтера. Во время отлучки Гримма из Франции в 1775—1776 году она продолжала (под управлением Дидро) выпускать его «газету» для европейских монархов и поддерживала корреспонденцию. Большую часть оставшейся жизни она прожила в Ля Бриш, небольшом доме вблизи Ля Шеврет, в обществе Гримма и небольшого кружка писателей.

## Произведения
- Conversations d'Émilie (1774) — написаны для обучения её внучки, Эмилии de Belsunce. Были награждены Французской Академией в 1783
- Mémoires et Correspondance de Mme d'Épinay, renfermant un grand nombre de lettres indites de Grimm, de Diderot, et de J.-J. Rousseau, ainsi que des details, &c., были опубликованы в Париже в 1818 году по рукописи, которую она оставила Гримму.
- Mémoires — написанные в виде автобиографического романа, где она вывела себя под именем «мадам де Монбрийан», Руссо — «Рене», Гримм — «Volx», Дидро — «Гамие». Все письма и документы, включенные ею в этот текст — подлинные.
- Correspondance de l’abbé Galiani (1818) включает множество её писем.
- Опубликованные анонимно Lettres a mon fils (Geneva, 1758) и Mes moments heureux (Geneva, 1759) также написаны ею.